# 62794 Scheirich
62794 Scheirich este un asteroid din centura principală de asteroizi.

## Descriere
62794 Scheirich este un asteroid din centura principală de asteroizi. A fost descoperit pe 30 octombrie 2000 la Observatorul din Ondřejov de Petr Pravec și Peter Kušnirák. Asteroidul prezintă o orbită caracterizată de o semiaxă mare de 3,15 ua, o excentricitate de 0,11 și o înclinație de 3,6° în raport cu ecliptica.